# Грубе, Вильгельм Гансович
Вильгельм Гансович Грубе (нем. Wilhelm Grube; 17 августа 1855, Санкт-Петербург — 2 июля 1908, Берлин) — учёный филолог и этнограф широкого профиля, известный своим вкладом в синологию и тунгусо-маньчжуроведение. Один из первых исследователей нанайского и нивхского языка, автор первой работы по дешифровке чжурчжэньского письма. Учился в Санкт-Петербургском и Лейпцигском университетах у известных востоковедов своего времени Васильева В. П., Шифнера А. А., Георга фон Габеленца.